# ゴツェロ1世 (ロートリンゲン公)
ロートリンゲン公ゴツェロ1世（Gotzelo I., 970年頃 - 1044年4月19日）は、下ロートリンゲン公（在位：1023年 - 1044年）、上ロートリンゲン公（在位：1033年 - 1044年）。アルデンヌ家のヴェルダン伯ゴットフリート1世とマティルデ（ザクセン公ヘルマン・ビルング娘）の間の息子。

## 生涯
1023年、兄の下ロートリンゲン公ゴットフリート2世が死去し、公位を継承した。皇帝ハインリヒ2世とは常に良好な関係であった。しかし、ハインリヒ2世の後継者であるコンラート2世に対しては、初めは王位継承を認めず、敵対した。
1033年、上ロートリンゲン公フリードリヒ3世が死去し、ブロワ伯ウード2世がロレーヌへの侵攻を試みた。皇帝コンラート2世は上ロートリンゲンを守るため、ゴツェロを上ロートリンゲン公に任じた。ゴツェロは全ロートリンゲンの公となり、コンラートに忠実に仕えた。1037年、ゴツェロはバルの戦いにおいてウード2世を撃退した。
ゴツェロは1044年4月19日に死去し、ムンステルビルゼン修道院に埋葬された。

## 子女
- ゴットフリート3世（? - 1069年） - 上ロートリンゲン公（1044年 - 1047年）、トスカーナ辺境伯（1054年 - 1069年）、下ロートリンゲン公（1065年 - 1069年）
- ゴツェロ2世（1008年 - 1046年） - 下ロートリンゲン公（1044年 - 1046年）
- フリードリヒ（? - 1058年） - 教皇ステファヌス9世
- オーダ - ルーヴェン伯ランベール2世（レニエ家）と結婚
- マティルデ（? - 1060年7月17日） - ロートリンゲン宮中伯ハインリヒ1世（エッツォ家）と結婚
- レゲリンデ - ナミュール伯アルベール2世と結婚